# Absturz einer Iljuschin Il-76 in der Oblast Iwanowo
Am 12. März 2024 ereignete sich nach Angaben russischer Medien der Absturz eines Transportflugzeugs vom Typ Iljuschin Il-76 des russischen Militärs in der Oblast Iwanowo. Es gab keine Überlebenden unter den fünfzehn Insassen.

## Flugverlauf
Der Absturz ereignete sich um 13 Uhr Moskauer Zeit in der Nähe des Bezirks Bogorodskoje. Eines von vier Triebwerken fing während des Starts zu einem Routineflug Feuer.
Es gibt unbestätigte Videos, die zeigen, wie das Flugzeug mit einem brennenden Triebwerk in die Tiefe stürzt. Auf einem anderen Video war eine anschließend aufsteigende Rauchsäule zu sehen.
Angaben zufolge hatte die Maschine nahe der Ortschaft Bogorodskoje, zwei Kilometer nördlich des Flughafens Iwanowo, eine Notlandung auf einem Friedhof versucht.
An Bord befanden sich insgesamt fünfzehn Personen, acht davon waren Besatzungsmitglieder; niemand überlebte den Absturz.
Nach Angaben des Gouverneurs der Oblast Orenburg, Denis Pasler, befanden sich an Bord des Flugzeugs Piloten aus Orenburg. Er fügte hinzu, dass sie dem 117. militärischen Transportflugzeugregiment angehörten. Der Gouverneur der Oblast Twer, Igor Rudenja, sagte ebenfalls, dass es sich um Piloten aus Twer handelte.
Der Gouverneur der Oblast Iwanowo, Stanislaw Woskressenski, sagte, dass die Dörfer in der Nähe der Absturzstelle nicht beschädigt worden seien und sprach den Angehörigen der Opfer sein Beileid aus. Eine Such- und Rettungsaktion wurde noch am Tag des Absturzes vom Katastrophenschutzministerium abgeschlossen. Die Unfallursache wird durch ein Gremium der russischen Luft- und Weltraumkräfte ermittelt.